# هامدن (كونيتيكت)
هامدن (بالإنجليزية: Hamden, Connecticut)‏ هي بلدة أمريكية تقع في الولايات المتحدة في كونيتيكت. يقدر عدد سكانها بـ 60,960 نسمة ومساحتها 56.2 كم2 وترتفع عن سطح البحر 56 متر.

## أعلام
- مات مارتن
- إد إليس
- هنري دبليو. لي
- جيوفري هارتمان
- ناتالي بابيت
- تشاونسي إيفز
- جيمس رولاند أنغيل
- روبير دال
- ويليس إتش دونز
- نيل إلغر ميلر